# Yusuke Hayashi
Yusuke Hayashi (født 23. januar 1990) er en japansk fodboldspiller.
Han har spillet for flere forskellige klubber i sin karriere, herunder Urawa Reds, Thespa Kusatsu og Grulla Morioka.